# Pasaporte armenio
El pasaporte armenio (en armenio: Հայկական անձնագիր, romanizado: Haykakan andznagir) es el pasaporte emitido a los ciudadanos armenios para permitirles viajar fuera de Armenia, y da derecho al portador a su protección en los consulados de Armenia en el extranjero. Los ciudadanos armenios tienen acceso sin visado o con visado a la llegada a 65 países y territorios a partir de 2023.
Entre los años 1994 y 2005, todos los pasaportes de la Unión Soviética fueron reemplazados completamente por pasaportes armenios, invalidando el uso de los pasaportes de la Unión Soviética en Armenia desde 2005.Hoy en día, los pasaportes armenios también se utilizan como prueba de identidad dentro del país, junto con los documentos de identidad armenios.

## Apariencia física
El pasaporte armenio ordinario es de color azul oscuro, con el escudo de armas armenio estampado en oro en el centro de la portada. Las palabras Հայաստանի Հանրապետություն "Republic of Armenia" y "Անձնագիր" y "Passport" aparecen en la portada, tanto en armenio como en inglés. El pasaporte tiene una validez de 10 años desde el momento de su emisión. Anteriormente, era posible ampliar su validez por 5 años más, aunque esto dejó de permitirse en agosto de 2017. Contiene 32 páginas para notas especiales y visado, así como la información sobre su titular, tanto en armenio como en inglés.
Desde el 1 de junio de 2012, se introdujeron dos nuevos documentos de identidad que sustituyeron a los pasaportes ordinarios de los ciudadanos armenios. El documento de identidad se utiliza localmente dentro del país, mientras que el pasaporte biométrico se utiliza para viajar al extranjero. Cuenta con un chip electrónico con imágenes digitales de huellas dactilares, así como una fotografía del titular del pasaporte. Tanto los pasaportes biométricos como los documentos de identidad electrónicos son producidos por la Imprenta de Seguridad Polaca (Polska Wytwornia Papierow Wartosciowych). Los pasaportes no biométricos se reintrodujeron en 2016 de forma temporal (hasta el 1 de enero de 2019). No obstante, los ciudadanos armenios pueden adquirir pasaportes que sean o no biométricos actualmente.

### Limitaciones en el uso del pasaporte
Como consecuencia de la primera guerra de Nagorno-Karabaj entre Artsaj, Armenia y Azerbaiyán, Azerbaiyán niega la entrada a los titulares de pasaportes armenios, así como a los titulares de los pasaportes de cualquier otro país si son de ascendencia armenia. También niega la entrada a todos los extranjeros cuyo pasaporte muestre evidencia de entrada a la República de Artsaj, declarándolos inmediatamente persona non grata de forma permanente.

## Requisitos de visado
- En 2023, los ciudadanos armenios tenían acceso sin visado o con visado a la llegada a 65 países y territorios, lo que sitúa al pasaporte armenio en el puesto 81 del mundo según el Índice de Pasaportes Henley.[8]
- A partir de 2023, los titulares de un pasaporte armenio pueden ingresar a todos los Estados miembros de la Comunidad de Estados Independientes y de la Unión Económica Euroasiática sin visado (excepto Azerbaiyán).
- El exjefe de la delegación de la UE en Armenia, el embajador Piotr Świtalski, afirmó la existencia de un plan de acción para iniciar la liberalización de visados entre Armenia y la UE para la cumbre de la Asociación Oriental en 2017. Estaba prevista además el inicio de las conversaciones para permitir la entrada de ciudadanos armenios al espacio Schengen de la UE sin visado a principios de 2018.[9] El ex embajador también afirmó que a los ciudadanos armenios se les podría permitir viajar sin visa a la UE para 2020.[10]
- A partir del 1 de enero de 2013, Armenia eliminó el requisito de visados de entrada para los ciudadanos de los 27 Estados miembros de la UE, así como para los cuatro miembros de la Asociación Europea de Libre Comercio (Islandia, Liechtenstein, Noruega y Suiza). Al aprobar la abolición unilateral de visados para los ciudadanos de la UE y la AELC, Armenia busca acelerar las negociaciones con la UE sobre viajes sin visados para los ciudadanos armenios que viajen al espacio Schengen. Según el acuerdo previsto con la UE, el procedimiento actual para la obtención de visados Schengen para los ciudadanos de Armenia se haría de forma simplificada, hasta que se finalice la exención de visados. El nuevo procedimiento simplificado está previsto para miembros de delegaciones oficiales, investigadores, estudiantes, periodistas, profesionales del deporte o las artes y para familiares cercanos de ciudadanos que residen legalmente en la UE. También se pretende reducir los costes del visado a un importe total de 35€, aunque podría ser de forma gratuita para las categorías mencionadas, así como para niños y pensionistas. Para más información ver: Sistema de visa electrónica.